# Kazackoje (rejon krasnogwardiejski)
Kazackoje (ros. Казацкое) – wieś w Rosji, w obwodzie biełgorodzkim, w rejonie krasnogwardiejskim. W 2010 liczyła 1370 mieszkańców.